# Torre del reloj (Graz)
La Torre de reloj (Graz) (en alemán: Grazer Uhrturm) es una torre de reloj de 28 metros de altura. Se encuentra a unos 425 metros sobre el nivel del mar. Se encuentra en el Schloßberg y, con sus esferas de más de 5 metros de diámetro y sus agujas doradas, es el emblema de Graz.
El núcleo del Grazer Uhrturm probablemente data del siglo XIII, lo que lo convierte en uno de los edificios más antiguos del Schloßberg. Las primeras menciones de una torre como parte de la fortificación se encuentran alrededor de 1265. Su forma actual la adquirió en una remodelación completada en 1569 con la instalación de un primer reloj con tres grandes esferas. Sobre las esferas, un paso de ronda de madera rodea la torre, desde donde los vigías podían observar todo el centro de la ciudad. En 1712 se añadió otra esfera en el lado norte, junto con un nuevo mecanismo de reloj creado por Michael Sylvester Funck. El nuevo reloj era lo suficientemente preciso como para indicar también los minutos. A diferencia de lo que es común hoy en día, la aguja de las horas es la mayor, ya que era más importante poder leer correctamente las horas desde la distancia.
Cuando las tropas de Napoleón asediaron Graz durante la Quinta Coalición en 1809, la torre de reloj fue golpeada por una de las primeras balas de cañón disparadas, pero no sufrió daños mayores. Aunque el Schloßberg no fue conquistado, cayó en manos de los enemigos tras el armisticio de Znaim. Sin embargo, los ciudadanos de Graz lograron comprar el Uhrturm, evitando así que fuera demolido como el resto de la fortificación.

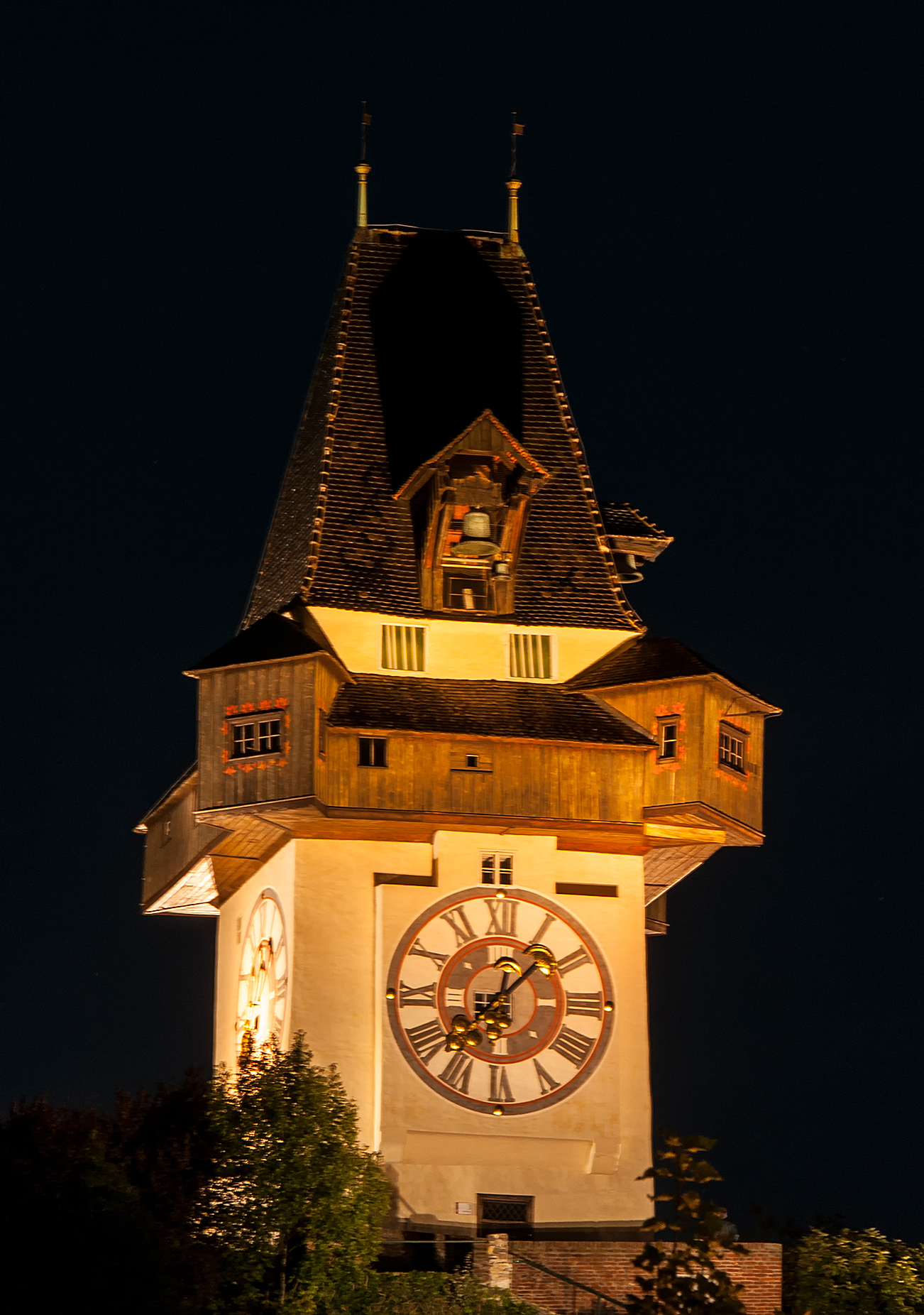
La torre de reloj 2016

## En elsigloXXI
En 2003, cuando Graz fue la "Capital Europea de la Cultura", la torre de reloj fue equipado con una "sombra". Esta sombra era una réplica en negro de la torre, hecha de acero por el artista Markus Wilfling. La "sombra del Uhrturm", con la que Wilfling quería "recordar el lado oscuro nazi de Graz", fue vendida al final del año de la capital cultural al centro comercial Shoppingcity Seiersberg, en las afueras de Graz, donde ha servido como atracción desde entonces.
Tras la venta, hubo voces en los medios que exigían que el artefacto permaneciera indefinidamente junto al reloj de la torre de Graz. 
Sin embargo, la ciudad de Graz rechazó tanto la recompra como la permanencia local de la sombra de la torre de reloj debido a los previsibles costes de mantenimiento y, sobre todo, a cuestiones de responsabilidad por daños.
A finales de septiembre de 2008 se inició la restauración general de la torre de reloj. La humedad del suelo había afectado gravemente la mampostería. La primera fase de la renovación, la restauración del paso de ronda de madera, se completó a mediados de 2009 con un coste de aproximadamente 500.000 euros. Se recaudaron unos 115.000 euros mediante una superficie publicitaria de 900 m² colocada alrededor del andamio. Hasta 2011 se planearon dos fases más. En noviembre de 2011, la torre de reloj fue cubierta por última vez para la restauración de las esferas y las agujas del reloj.